# Kleine bosral
De kleine bosral (Aramides mangle) is een vogel uit de familie van de rallen, koeten en waterhoentjes (Rallidae).

## Kenmerken
De kleine bosral is een middelgrote vogel en wordt 27 tot 29 cm groot. Het is hiermee de kleinste vogelsoort uit het geslacht Aramides. De soort heeft een lichtgrijze kop en nek, olijfkleurige bovendelen, zwarte staart, roestrode onderdelen, lange roze poten en een geelgroene snavel met rode basis.

## Verspreiding en leefgebied
Deze vogel is endemisch in Brazilië en komt daar voor van de noordoostelijke staat Belém tot de zuidoostelijke staat São Paulo.. Het leefgebied van de kleine bosral bestaat uit mangrovebossen en meren. Deze leeggebiden liggen op een hoogte tot maximaal 900 meter boven zeeniveau in het bioom Atlantisch Woud.

## Status
De grootte van de populatie is niet gekwantificeerd en trends zijn niet bekend. Om deze redenen staat de kleine bosral als niet bedreigd op de Rode Lijst van de IUCN.